# Leylaiya mellivorus
Leylaiya mellivorus är en tvåvingeart som först beskrevs av Hesse 1967.  Leylaiya mellivorus ingår i släktet Leylaiya och familjen svävflugor. Inga underarter finns listade i Catalogue of Life.